# Jaime Belmonte
Jaime Belmonte Magdaleno (8 d'octubre de 1934 - 21 de gener de 2009) fou un futbolista mexicà.

## Selecció de Mèxic
Va formar part de l'equip mexicà a la Copa del Món de 1958.